# Lopharcha siderota
Lopharcha siderota es una especie de polilla de la familia Tortricidae. Se encuentra en Sri Lanka.